# Ramón Calduch
Ramón Calduch Gimeno, conocido artísticamente como Ramon Calduch (Moncada y Reixach, Barcelona, 5 de noviembre de 1928 - Barcelona, 24 de septiembre de 2008) fue un cantante de canción melódica español, que se hizo popular en las décadas de los años 50 y 60 interpretando temas melódicos y versiones de artistas internacionales, en lengua catalana y en castellana.

## Trayectoria artística
Comenzó su carrera profesional en 1948 y se dio a conocer con su participación en festivales de finales de los años 50 y principios de los 60, como el de la Canción Mediterránea o el de la Canción de Benidorm, que seguían el ejemplo del Festival de San Remo en Italia. Tal era su éxito que entre 1959 y 1960 llegó a grabar 20 discos. En el decenio de los sesenta coincidió con melódicos como José Guardiola, Salomé o Rudy Ventura.
Entre sus muchas colaboraciones con otros artistas destacaron sus trabajos con Carmen Sevilla y Sara Montiel, y actuó en Sudamérica e Italia. En teatro, actúa en el teatro Romea de Barcelona con Joan Capri en la comedia La reina ha relliscat, así como sus interpretaciones con Mary Santpere.
Durante esas décadas fue conocido en su faceta de "crooner" por canciones como "Los gitanos" o "El viejo frac", y por versiones de "Begin the begine" y de "Et maintenant", entre muchas otras. Empezó a cantar en catalán a mediados de los años 60, en 1965 grabó un primer disco en catalán con temas de Josep Maria Andreu y Lleó Borrell ("Amb una mirada") y de otros autores, y en 1976 publicó un disco con canciones tradicionales catalanas: Catalunya triomfant, que tuvo gran repercusión en Cataluña.
A mediados de los años 70 su carrera tuvo un importante giro y resaltó como cantante lírico, siguiendo la estela de su admirado tenor Emili Vendrell. En 1995 y tras nueve años sin grabar, el cantante publicó el disco De tot cor y actuó en las Fiestas de La Mercè de Barcelona con Dyango y Moncho. En el 2002, recibió un homenaje de su localidad natal de Montcada i Reixac, a la que siempre estuvo vinculado. Calduch continuó cantando, ya casi siempre en catalán, hasta los 70 años de edad, momento en que su salud le impidió continuar.